# Ross McKitrick

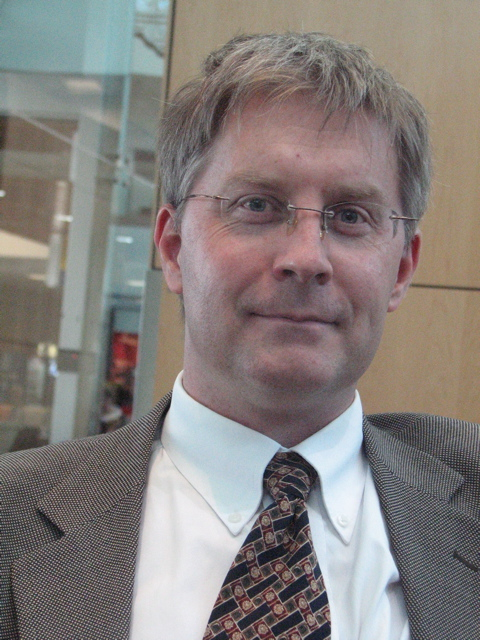
Ross McKitrick, Foto von 2007

Ross McKitrick (* 1965) ist ein kanadischer Wirtschaftswissenschaftler und Buchautor. Im Jahr 1996 verlieh ihm die  University of British Columbia den Doktorgrad der Wirtschaftswissenschaften (Ph.D. in Economics). Er ist Professor an der Universität von Guelph (Ontario) und ist Mitarbeiter bei der Denkfabrik Fraser Institute, die die Klimawandelleugnung aktiv fördert und unter anderem durch Gelder von ExxonMobil, Koch Industries und Richard Mellon Scaife finanziert wird.
McKitrick zählt zu den bekanntesten Leugnern der globalen Erwärmung. Zusammen mit Stephen McIntyre stellte Ross McKitrick die Aussagekraft des sogenannten Hockeyschläger-Diagramms aus einer Publikation von Michael E. Mann und weiteren Autoren in Frage. Dabei geht es einerseits um die Einzigartigkeit der gegenwärtigen Erwärmung wie auch die regionale Ausbreitung der sogenannten Mittelalterlichen Warmzeit. Hierfür wurde er vom Senator Jim Inhofe für eine Aussage vor den US-Senat eingeladen.
2011 publizierte er zusammen mit dem deutschen Ökonomen Manuel Frondel das Buch "Realitätscheck für den Klimaschutz", das von der Friedrich-Naumann-Stiftung finanziert und von Steffen Hentrich und Holger Krahmer herausgegeben wurde, die Verbindungen zur Klimaleugnerorganisation EIKE haben.
Bis 2015 war er Vorsitzender des wissenschaftlichen Beirats der Global Warming Policy Foundation, trat aber nach einem Skandal um die Organisation zurück. Ross erklärte, der Rücktritt sei schon vorher geplant gewesen und habe nichts mit den Enthüllungen zu tun.
Er trat auch bei einer Veranstaltung der kanadischen Klimaleugnerorganisation Friends of Science auf, die McKitrick auch mehrfach zitierte.